# Nathan-Söderblom-Kirche (Klosterfelde)

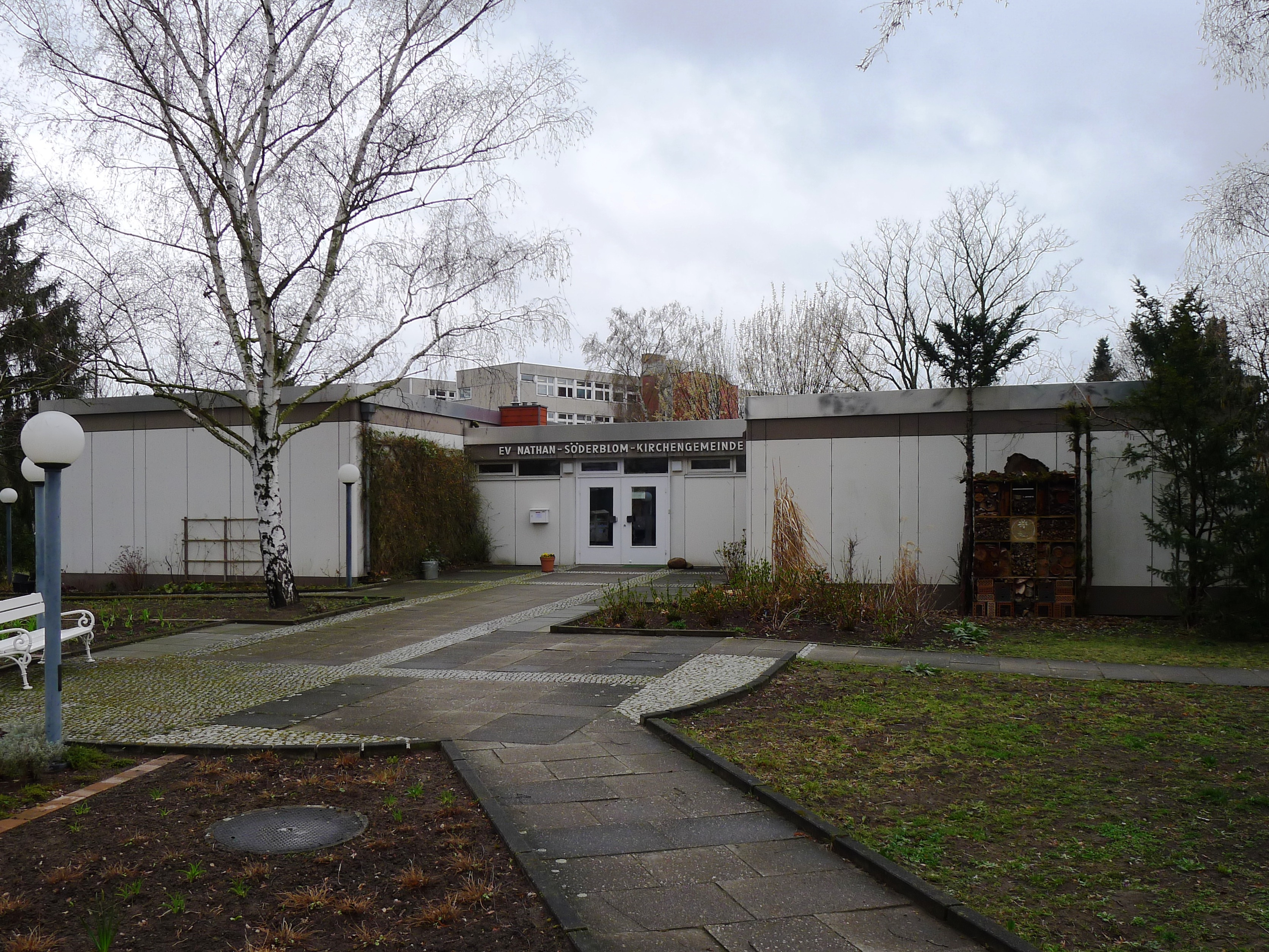
Die Nathan-Söderblom-Kirche in Berlin-Wilhelmstadt

Die evangelische Nathan-Söderblom-Kirche steht in der Ulrikenstraße 7–9 der Berliner Ortslage Klosterfelde im Ortsteil Wilhelmstadt des Bezirks Spandau.
Die Gemeinde der Melanchthon-Kirche war durch neue Siedlungen zu groß geworden. Seit 1957 nutzte die Melanchthon-Gemeinde zwar das „Schwedenhaus“ in der Stadtrandstraße 481 im Falkenhagener Feld als zweiten Stützpunkt, die kirchliche Versorgung blieb aber unbefriedigend. So wurde im Herbst 1962 die Teilung der Melanchthon-Gemeinde genehmigt, die am 1. Januar 1963 in Kraft trat. Die neue Kirchengemeinde wählte Nathan Söderblom als Namenspatron. Im Sommer 1966 erwarb Spandaus Muttergemeinde, die Nikolai-Kirchengemeinde, ein Grundstück und übertrug das Eigentum an die Nathan-Söderblom-Gemeinde. Der Architekt Arnold Bischof errichtete 1968 dort ein Gemeindezentrum als Fertighaus, das am 10. März 1968 eingeweiht wurde. Das Zentrum enthält einen Gemeindesaal, der für Gottesdienste, Veranstaltungen für Kinder, Jugendliche und Alte, Volkshochschulkurse und Tanzfeste genutzt wird. Außerdem sind Seminar- und Clubräume, ein Foyer, ein Jugendkeller, ein Büro und eine Pfarrerwohnung vorhanden. Von einer eigenen Kirche wurde wegen der Nähe der Melanchthon-Kirche abgesehen.